# Notostomus elegans
Notostomus elegans är en kräftdjursart som beskrevs av Alphonse Milne-Edwards 1881. Notostomus elegans ingår i släktet Notostomus och familjen Oplophoridae. Inga underarter finns listade i Catalogue of Life.